# Il ponte dei Sospiri (film 1921)
Il ponte dei Sospiri è un film del 1921, diretto da Domenico Gaido, basato sui personaggi creati da Michel Zevaco. Nel 1924 sempre Domenico Gaido ha diretto il seguito La congiura di San Marco.

## Trama
Siamo nella Venezia del Cinquecento, teatro di complicate vicende. Rolando Candiano, figlio del Doge di Venezia, arrestato poco prima delle nozze per il tradimento di due amici, il cardinale Bembo e Altieri, membro del Consiglio dei Dieci, riesce ad evadere saltando in laguna dal Ponte dei Sospiri in compagnia del bandito gentiluomo Scalabrino. Intanto il padre è condannato all'accecamento. Rolando, con l'aiuto di Scalabrino e di altri fidi, riuscirà a vendicarsi e a impalmare la bella Leonora, figlia del patrizio Dandolo. Foscari, il doge usurpatore, è condannato allo stesso supplizio inflitto al vecchio Candiano, ma costui, in un impeto di generosità ferma la mano del carnefice.
Il film è diviso in quattro episodi:
- La bocca del leone, 65 min
- La potenza del male, 68 min
- Il dio della vendetta, 78 min
- Il trionfo dell'amore, 77 min